# آزادی حرکت
آزادی حرکت، آزادی نقل مکان یا آزادی مسافرت مفهومی حقوق بشر است که قوانین اساسی دولت‌های متعددی بدان احترام می‌گذارند. چنان‌که در ماده ۱۳ اعلامیه جهانی حقوق بشر آمده:
- هر شهروندی سزاوار و محق به داشتن آزادی جابه جایی در داخل یک کشور [حرکت از نقطه‌ای به نقطه‌ای دیگر] و اقامت در [در هر نقطه‌ای] درون مرزهای مملکت است،[۱]
- هر انسانی محق به ترک هر کشوری، از جمله کشور خود، یا بازگشت به کشور خویش است.[۲]

## مبنای فلسفی حق حرکت
دانشوران بر اساس مبانی گوناگون فلسفی برای حق جهانی حرکت استدلال کرده‌اند:
- ایدهٔ مالکیت مشترک زمین
- حقی طبیعی برای حرکت پیش از ایجاد دولت‌های ملی وجود داشته‌است
- اخلاقیات جهان وطنی
- اندیشه‌های فایده گرایانه در خصوص مزایای مهاجرت هم به کشور پذیرنده و هم برای مهاجران.[۳]

برخی حامیان مهاجرت بیشتر نظیر حزب لیبرترین ایالات متحده آمریکا، جامعه جهانی آزادی فردی، و براین کپلن اقتصاددان، می‌گویند که بشر حق بشری بنیادینی برای حرکت نه فقط درون دولت‌ها بلکه بین دولت‌ها را دارد.